# Pierre Augereau
Pierre-François-Charles Augereau (Paris, 21 de Outubro de 1757 - La Houssaye-en-Brie, Seine-et-Marne, 12 de Junho de 1816) foi um militar francês, general-de-divisão (1793). Participou nas Guerras revolucionárias francesas e nas Guerras Napoleónicas. Recebeu o título de Marechal do Império em 1804. Encontra-se sepultado no Cemitério do Père-Lachaise.